# Polia hemichrysea
Polia hemichrysea là một loài bướm đêm trong họ Noctuidae.